# Tobias Scherbarth
Tobias Scherbarth (né le 17 août 1985 à Leipzig) est un athlète allemand, spécialiste du saut à la perche.

## Carrière
Le 24 mai 2014, il porte son record en plein air à 5,73 m à Phoenix.
Il franchit 5,70 à trois reprises en 2015 dont une fois à Pékin pour se qualifier pour la finale des championnats du monde 2015.

## Records
| Épreuve          | Épreuve   | Marque | Lieu       | Date           |
| ---------------- | --------- | ------ | ---------- | -------------- |
| Saut à la perche | Plein air | 5,75 m | Leverkusen | 24 juin 2016   |
| Saut à la perche | Salle     | 5,76 m | Stuttgart  | 7 février 2009 |